# Skalpel

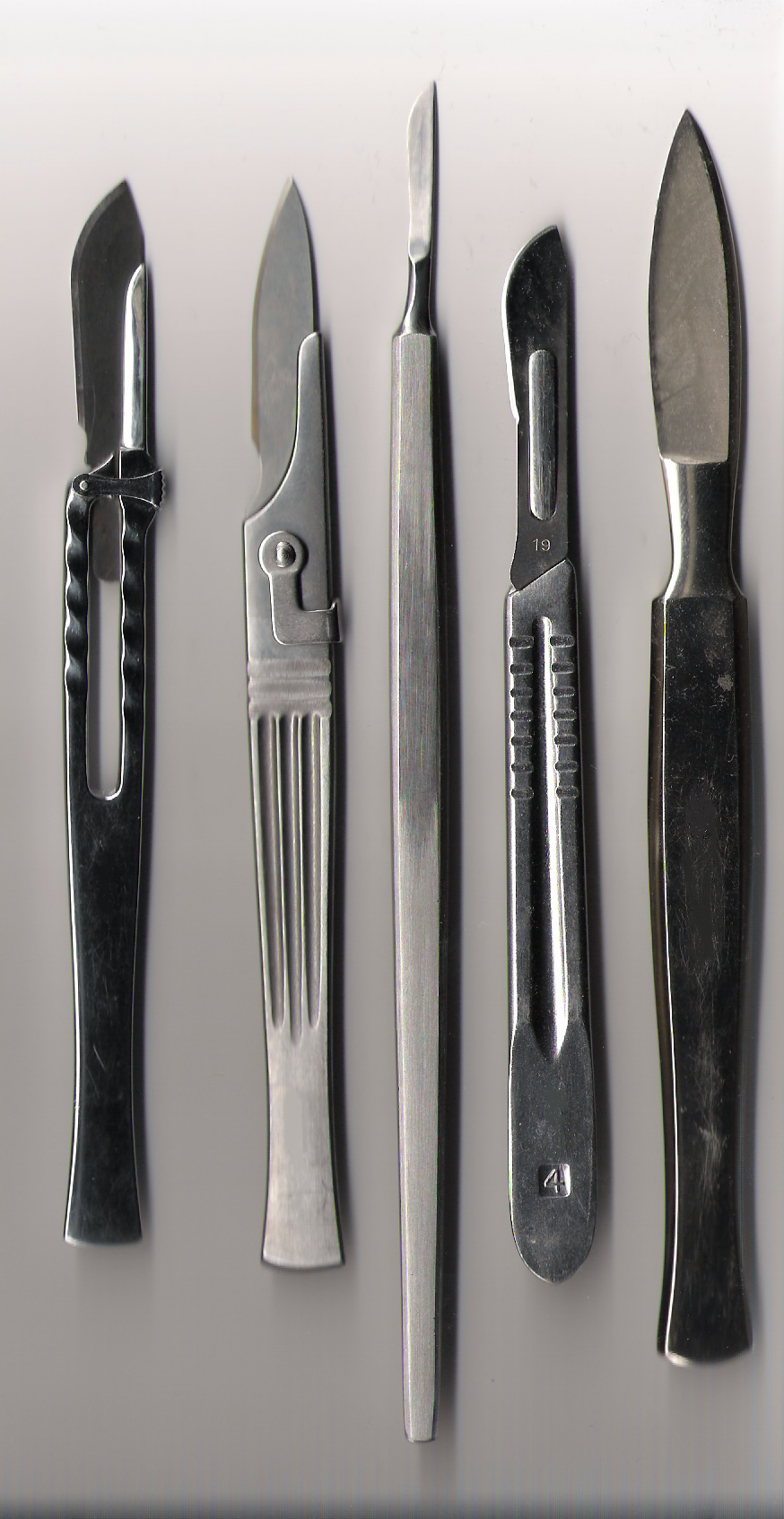
Ukázky skalpelů – zleva dermatologický, pitevní, otolaryngologický, pro plastickou chirurgii a jiný druh sekčního skalpelu

Skalpel je druh ostrého chirurgického nástroje, sloužící k separaci tkání ostrou cestou. Je vybaven bříškovitě broušeným ostřím s tvarem a velikostí odpovídajícími zamýšlenému užívání a rukojetí. Klasické skalpely jsou celokovové, zhotovené z chirurgické oceli a opakovatelně brousitelné a sterilizovatelné. V současné době však začíná být brousení skalpelu přežitkem a častěji se používají skalpely s výměnným jednorázovým ostřím (čepelkou).

## Harmonický skalpel
Harmonický skalpel je speciálním případem skalpelu s ostřím rozkmitávaným ultrazvukem. Harmonický skalpel má výrazně menší ranivý účinek, jeho řezy méně krvácí a rychleji se hojí. 
Skalpel je nejen bříškatý, ale také má mnoho jiných druhů a každý druh se specializuje na něco jiného. Jsou např. skalpely na kůži, na měkkou tkáň, či laboratorní (biologické) skalpely. A tedy se užívají v chirurgii, ortopedii, biologii, a dokonce i na pedikúru, manikúru.